# Qiyuan A06
Qiyuan A06 — компактный гибридный автомобиль, выпускающийся подразделением Qiyuan компании Changan с 2023 года.

## Описание
Qiyuan A06 был представлен в октябре 2023 года. Аналогом стал автомобиль с ДВС Changan UNI-V, выпуск которого начался двумя годами ранее. 
Визуальные различия минимальные. Впереди установлен воздухозаборник с «сотовой» структурой, плавно переходящей в структуру кузова. Авангардный дизайн салона сочетает в себе сплющенное рулевое колесо, выдвинутые над ним часы и центральный экран мультимедийной системы.

## Продажи
Qiyuan A06, как и другие модели бренда Qiyuan, выпускаются исключительно для внутреннего рынка Китая и динамично развивающегося рынка гибридных автомобилей (PHEV). Продажи начались в октябре 2023 года.

## Технические характеристики
Как и A05, A06 является гибридным автомобилем с подключаемым модулем. В движение A06 приводится 1,5-литровым бензиновым двигателем, который в паре с электродвигателем развивает мощность 215 л. с. Ёмкость аккумулятора варьируется от 9,07 до 19 кВт⋅ч. Запас хода на одной зарядке составляет около 136 км, а в смешанном цикле — 1160 км по заявлению производителя.